# Val Bisagno

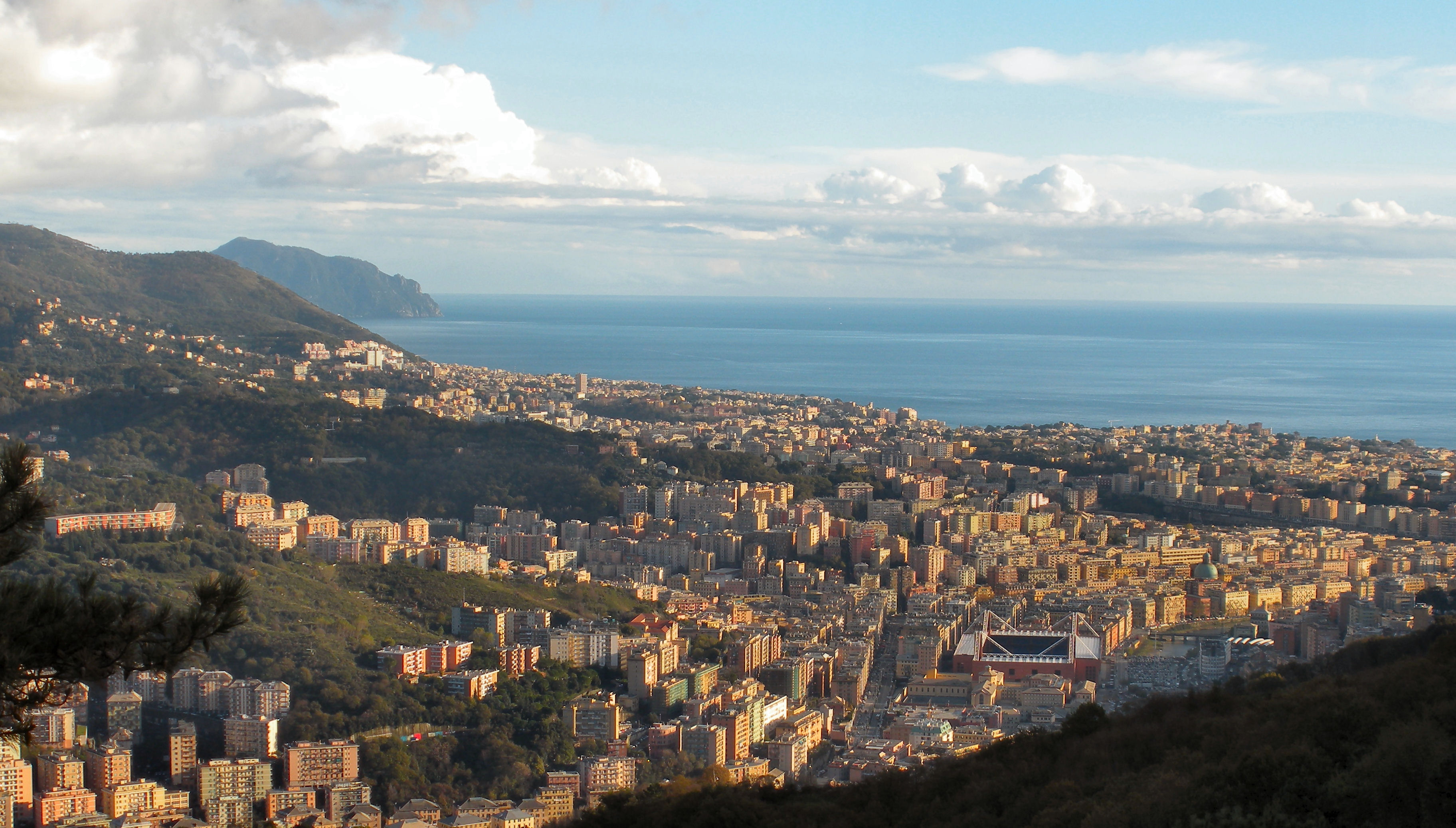
Vue sur le val Bisagno depuis Marassi.

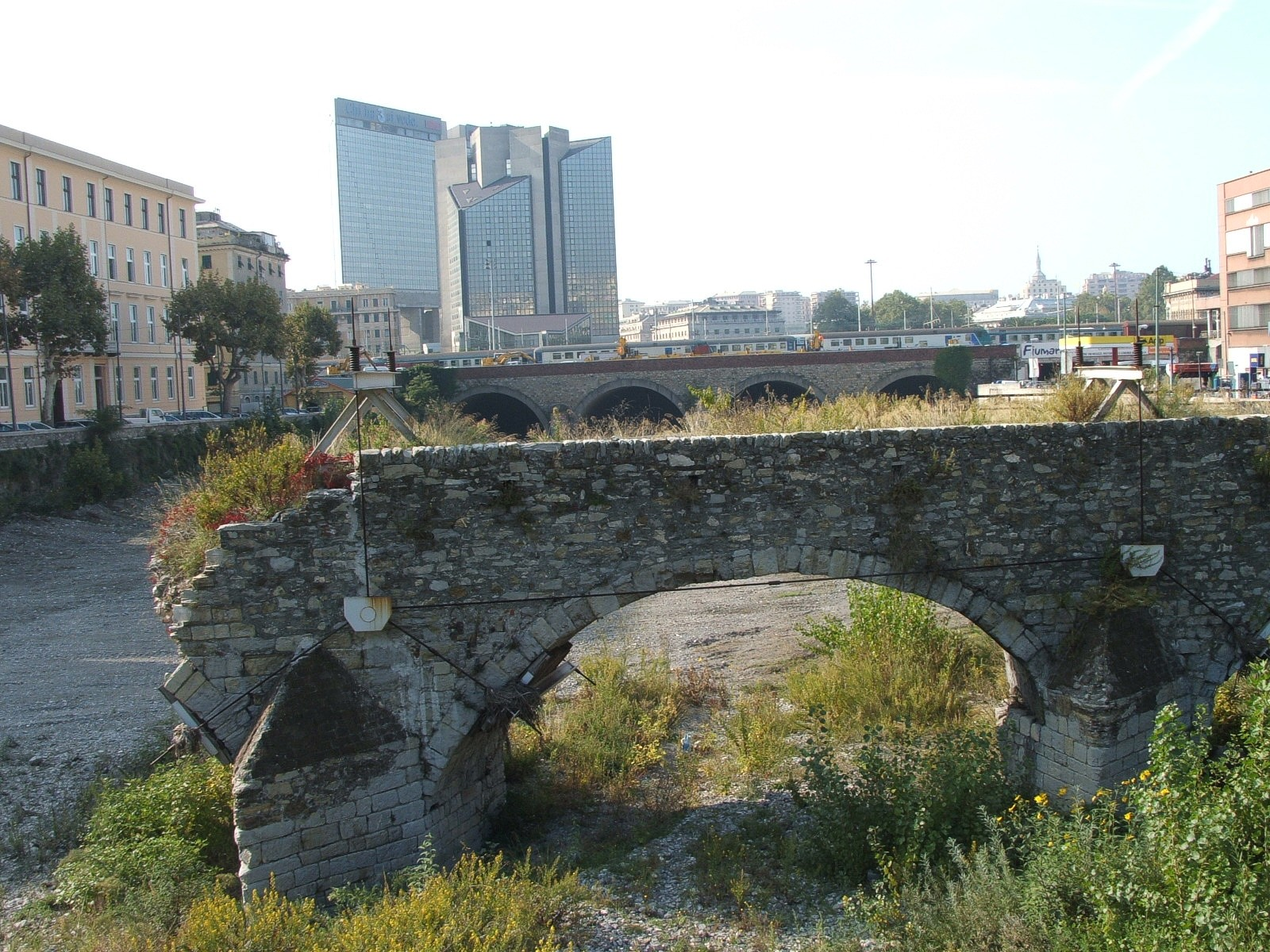
Pont de Sainte-Agathe, avec en fond les gratte-ciel modernes de la Corte Lambruschini.

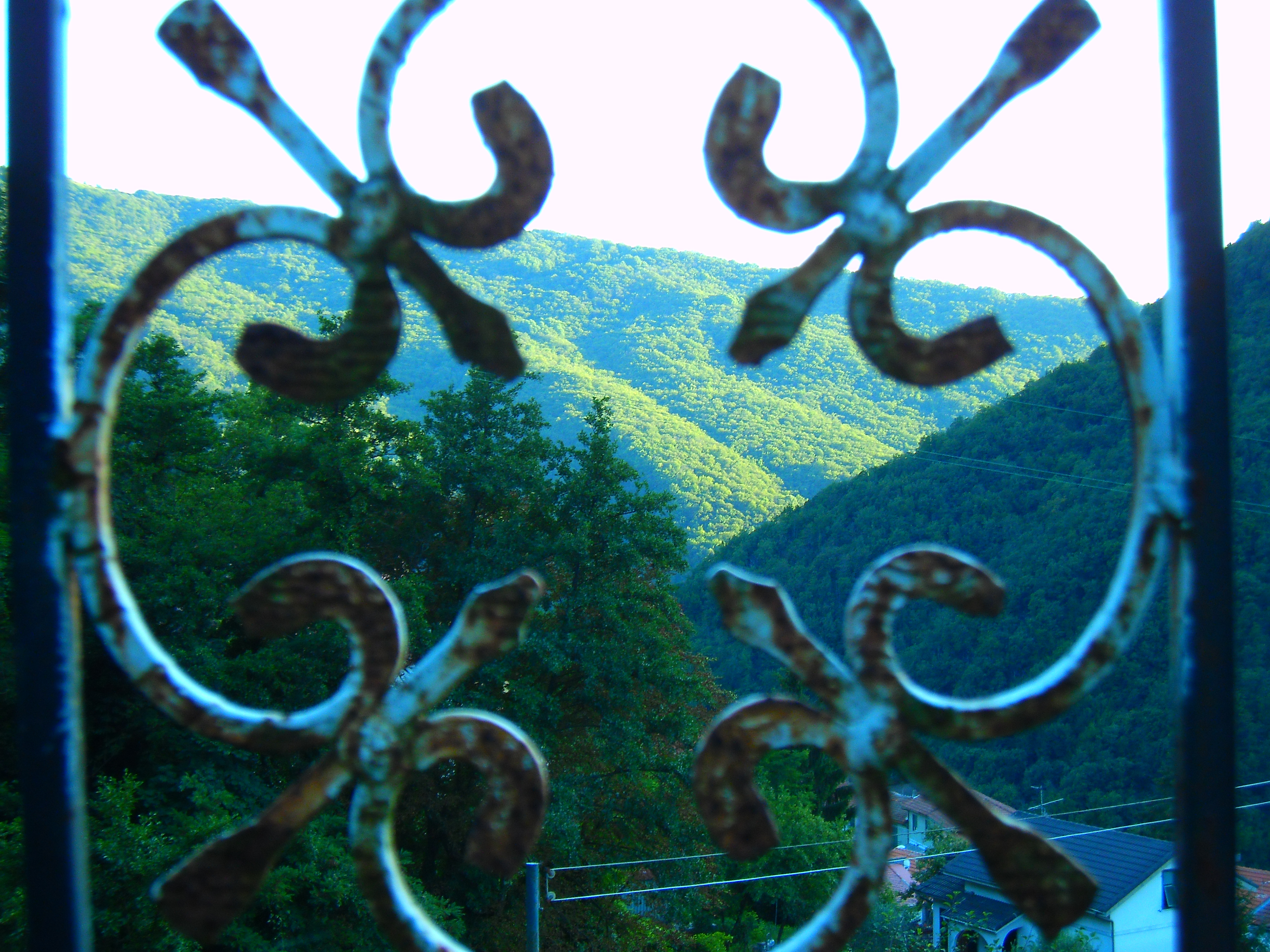
Vue sur des collines de Bargagli.

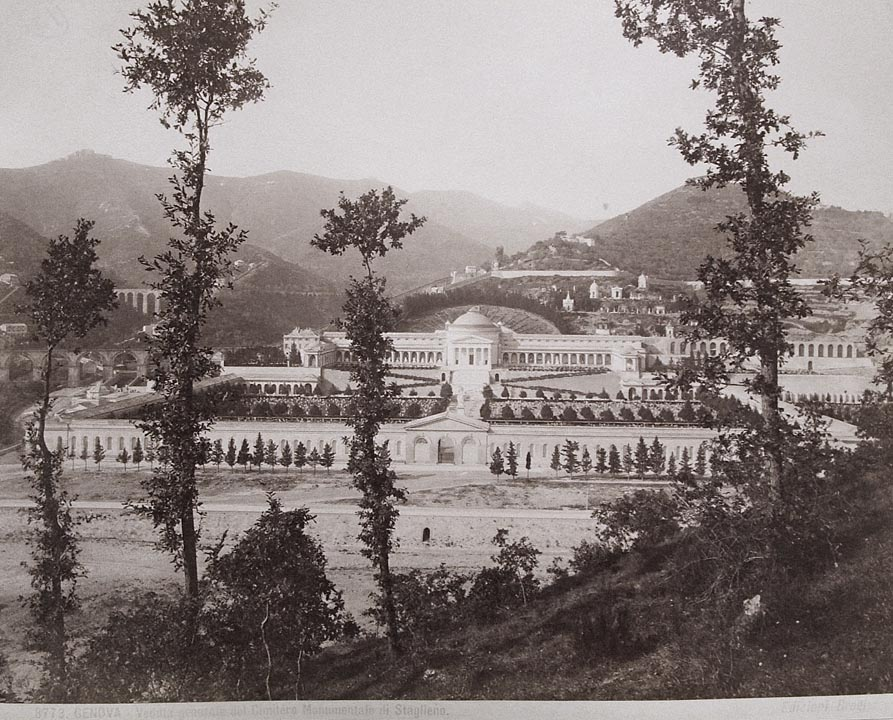
Le cimetière monumental de Staglieno à la fin du XIXe siècle.

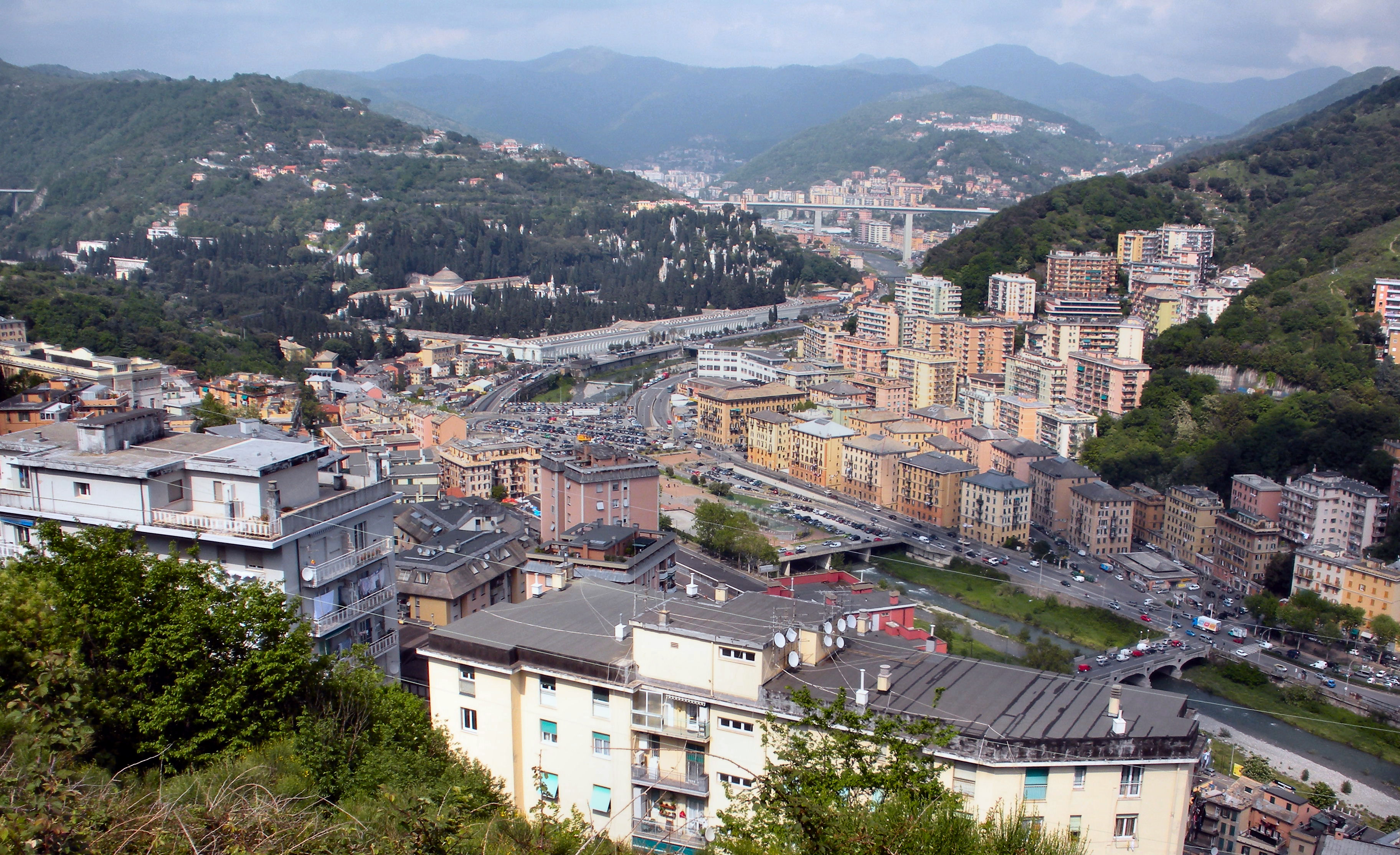
Une vue du Staglieno moderne.

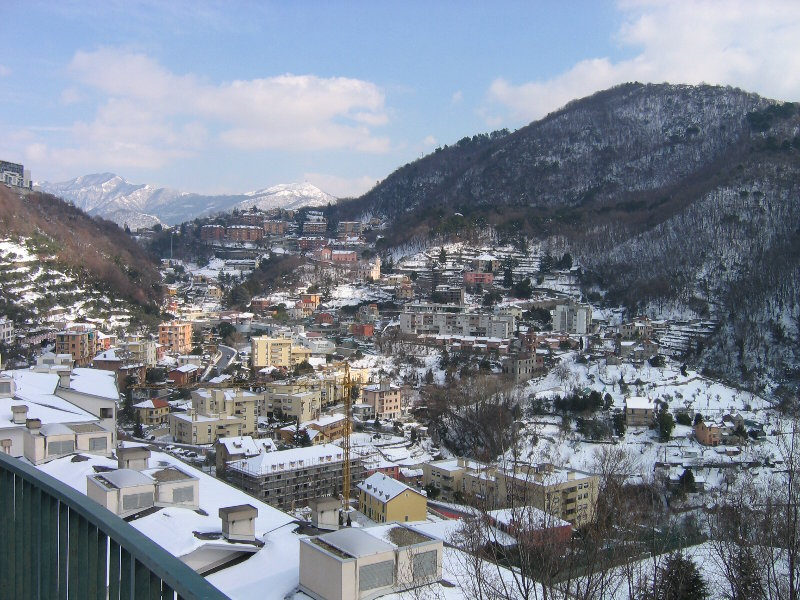
Chutes de neige à Saint-Eusèbe (2005).

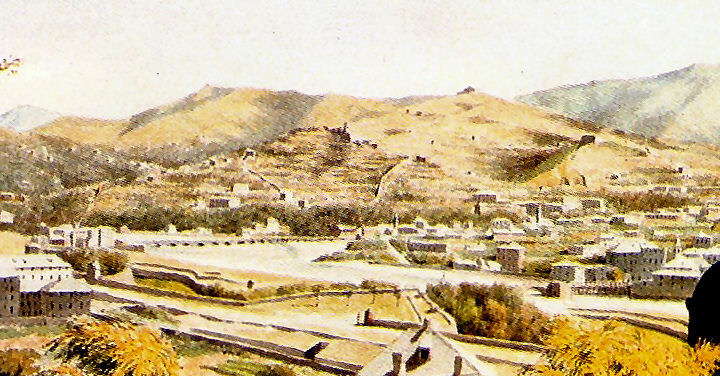
Vue de San Fruttuoso au début du XIXe siècle.

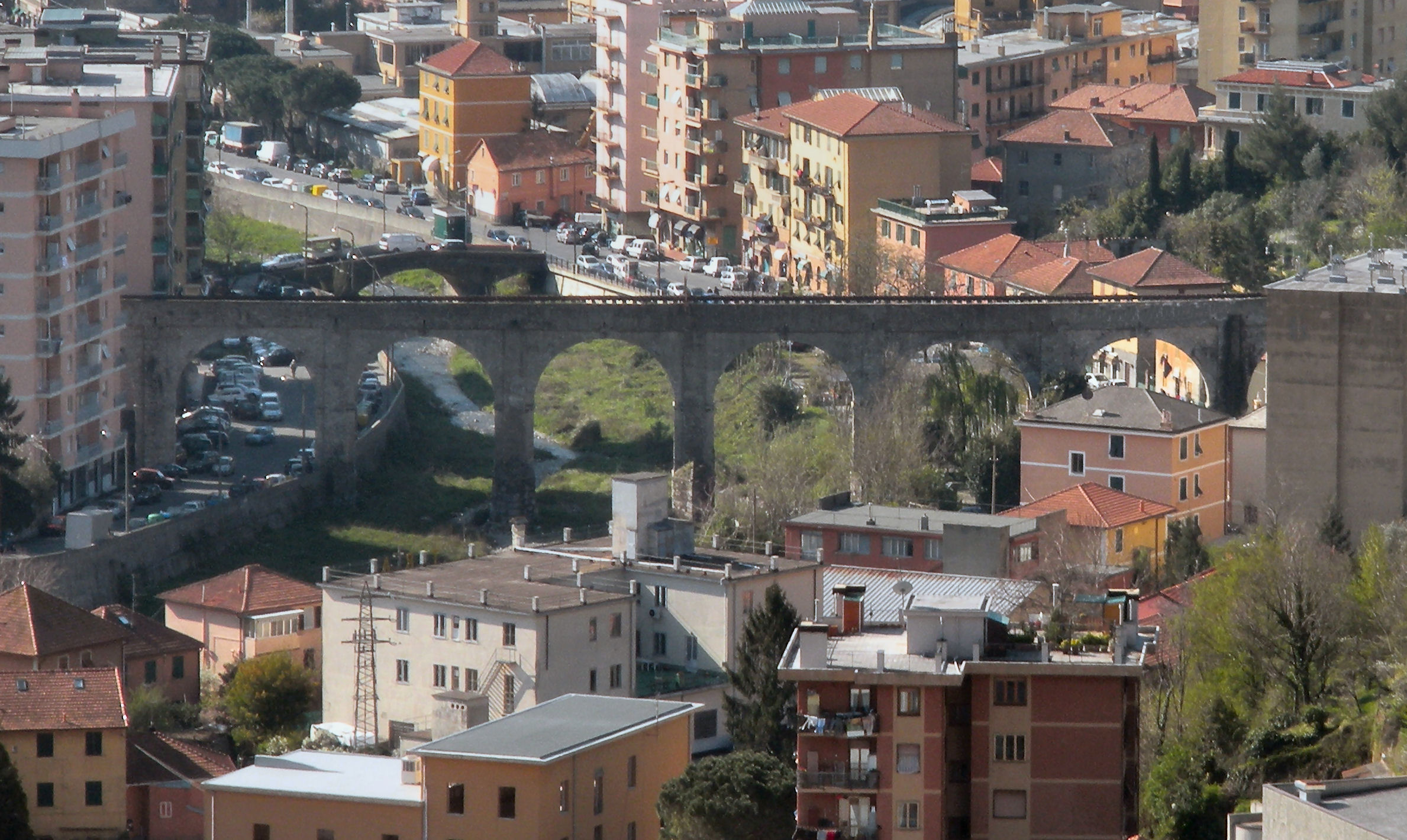
L'aqueduc historique de Molassana, alimenté par le Geirato.

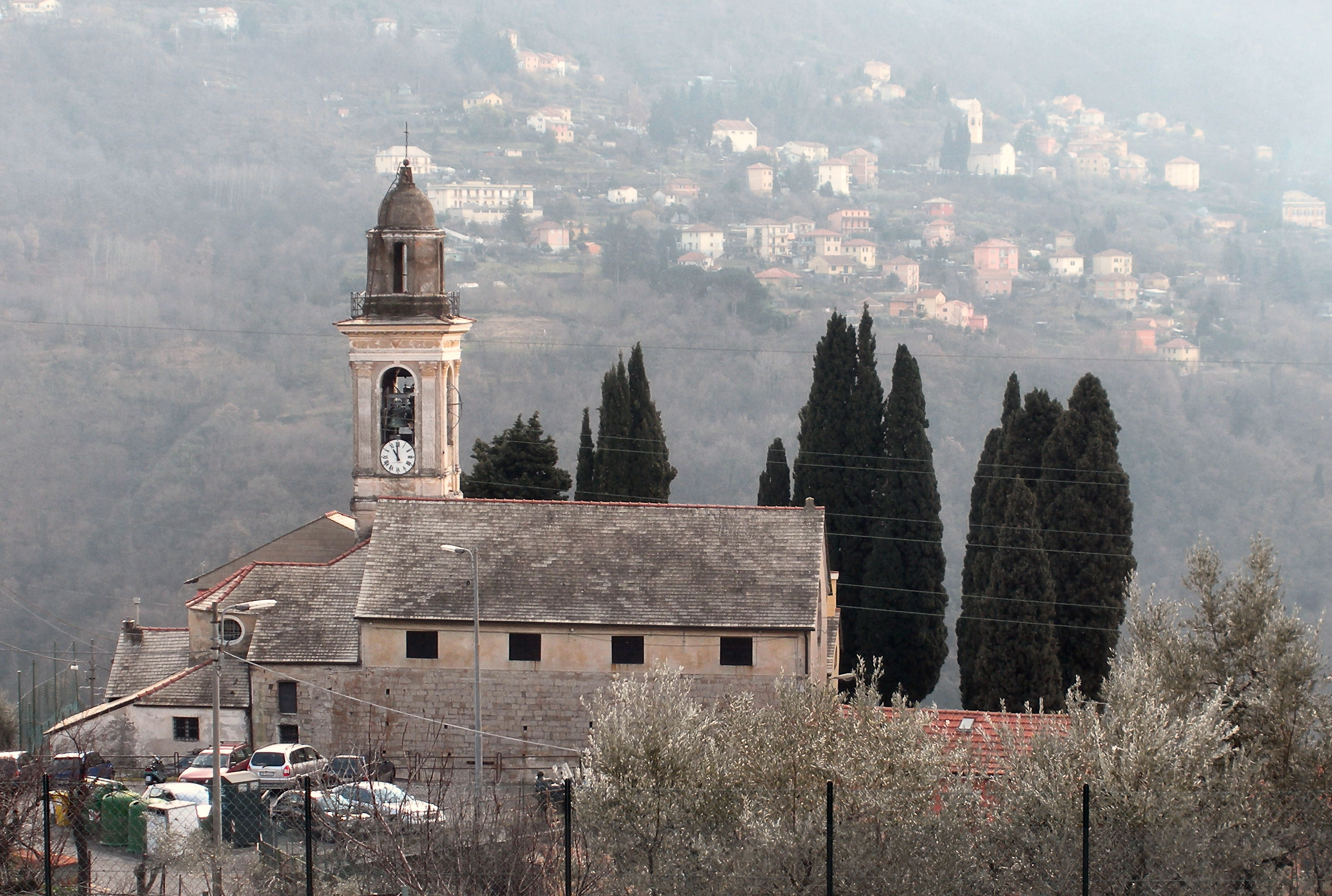
Ancienne église de San Cosimo dans le quartier de Struppa.

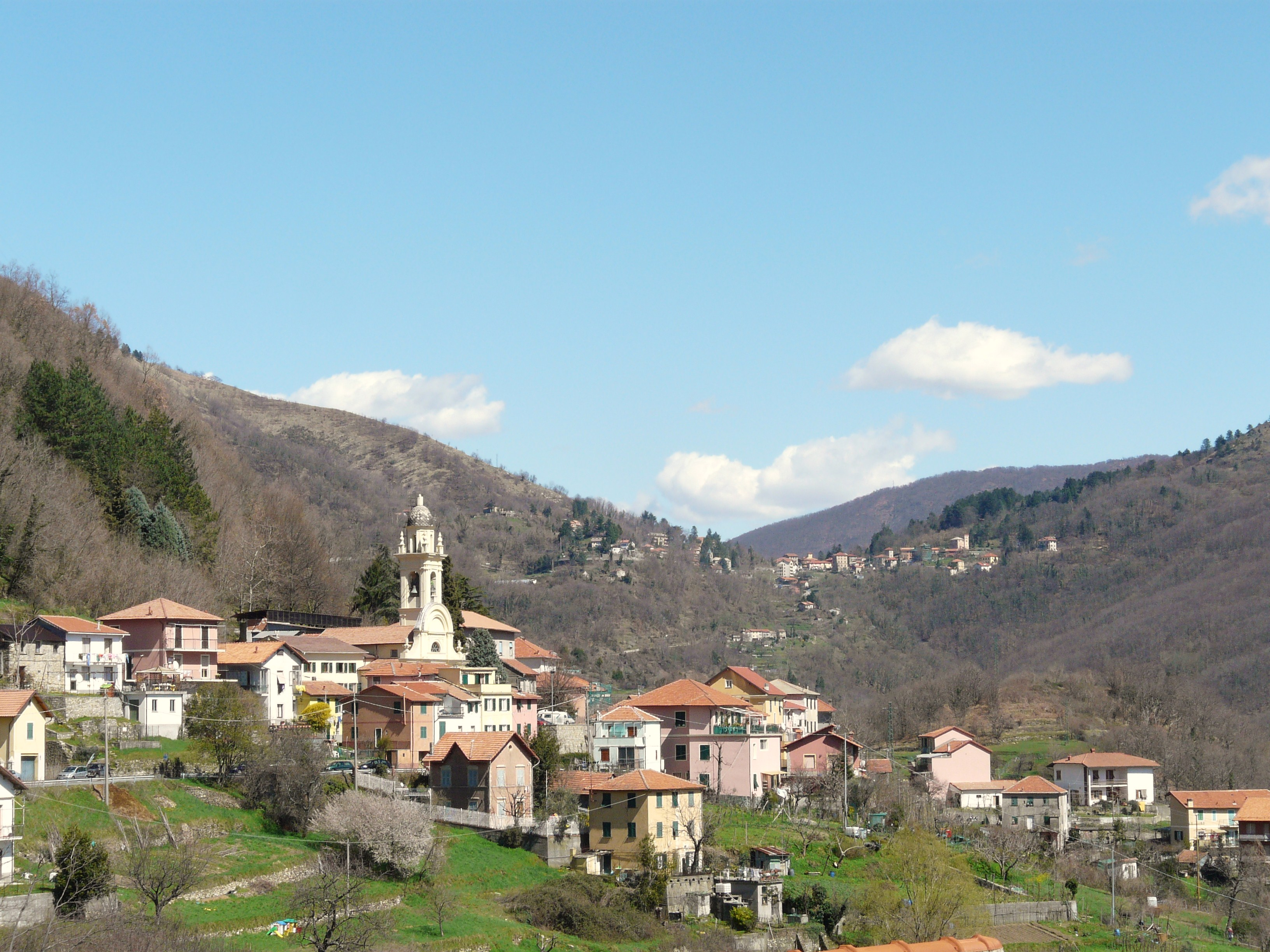
Davagna vue depuis le val Bisagno.

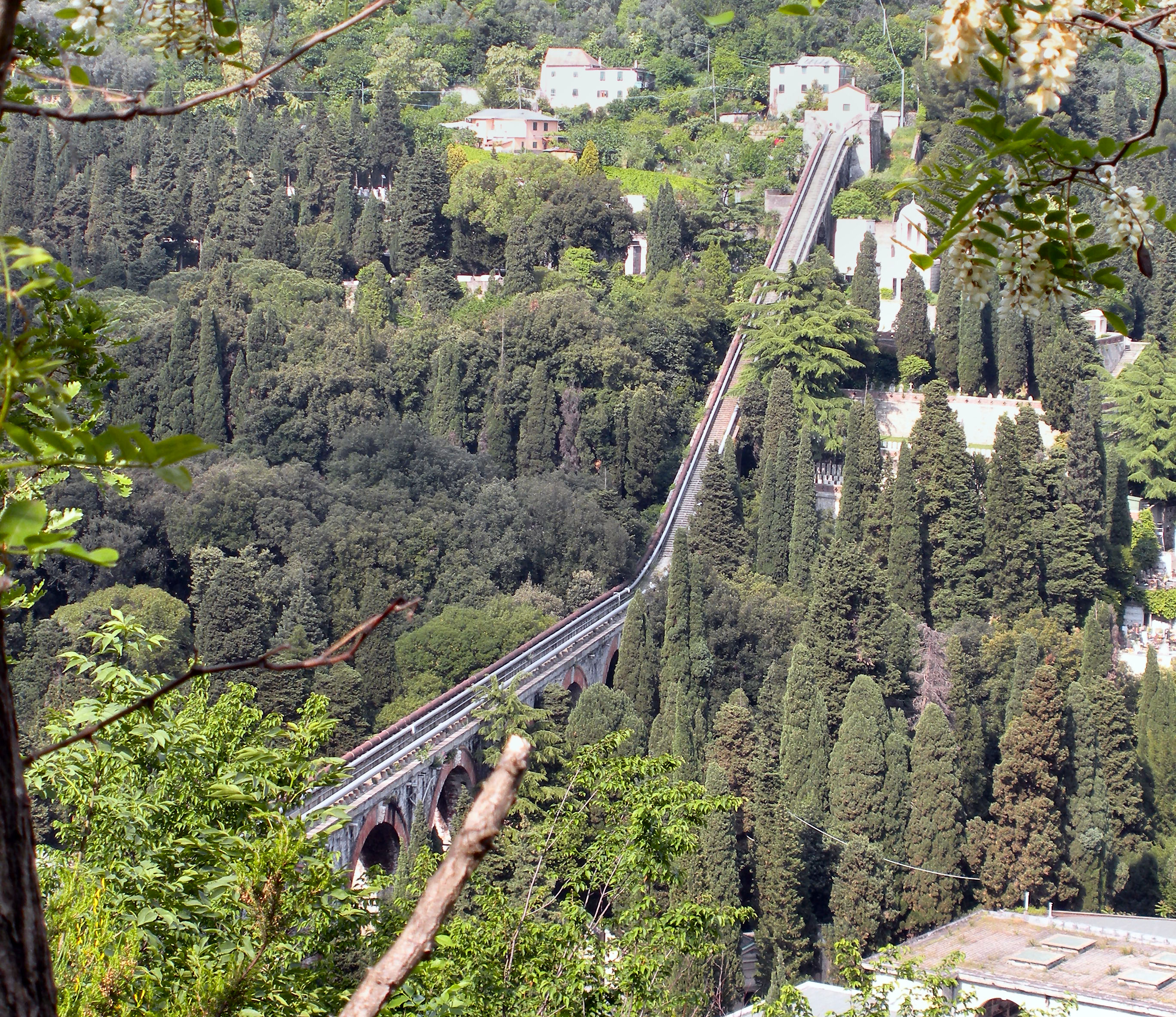
L'aqueduc historique au-dessus du Cimetière monumental de Staglieno.

Le val Bisagno est l'une des principales vallées de la région de Gênes : nommé d'après la rivière Bisagno, l'un des deux principaux cours d'eau - l'autre étant la Polcevera, qui coule dans la vallée éponyme, le val Polcevera. La rivière Bisagno se jette dans la mer de Ligurie à proximité d'un quartier de Gênes justement appelé Foce (embouchure).
Les deux bassins fluviaux entourent respectivement, de l'ouest et de l'est, le centre historique (datant de la Renaissance) de Gênes.
La vallée était autrefois caractérisée par de nombreuses usines qui donnent encore aujourd'hui leurs noms aux arrondissements III et IV de Gênes.
De 1926 à 1965, une partie de la basse vallée de la municipalité de Gênes a été couverte par la voie ferrée industrielle du val Bisagno.

## Faune
Les oiseaux que vous trouverez dans presque l'ensemble du territoire italien sont les faisans, hérons, mouettes, corbeaux, canards colverts et canards. Mais, ici, il y a aussi la grive, la fauvette mélanocéphale, la fauvette passerinette, le pic épeiche, le torcol fourmilier, le coucou gris, et le merle de roche ; une présence massive de merles, de pinsons des arbres, de  bruants et de rouges-gorges.
Dans les zones plus élevées et denses, on note la présence d'oiseaux de proie nocturnes, tels que le petit-duc scops, la chevêche d'Athéna, la chouette effraie, la chouette hulotte, le hibou grand et moyen duc ; ainsi que diurnes, telle la circaète Jean-le-Blanc, la buse variable, le crécerelle, le milan noir et la bondrée apivore.
Dans les domaines plus rocheux nichent quelques rares paires d'aigles royaux et de faucons pèlerins, tandis que dans les bois épais, on peut apercevoir des autours des palombes ou des éperviers d'Europe.

Parmi les reptiles, il est possible d'admirer la couleuvre, la coronella girondica et la vipère. Pour les amphibiens on trouvera plutôt la salamandre de feu.
Les bois sont remplis par de nombreuses familles de sangliers qui sont, parfois, poussées par la faim à venir chercher de la nourriture dans les villes. Les zones plus élevées et isolées sont fréquentées par des chevreuils et les daims. Parmi les mammifères, soulignons les renards, les lièvres, les belettes, hérissons, blaireaux et les taupes. La présence de loups a, elle aussi, été signalé dans les zones les plus reculées, bien qu'ils furent autrefois présents sur tout le domaine.

## Flore
Près de la mer, la flore de la ligurie est de type méditerranéen ; nous avons donc le genêt, le nerprun alaterne, l'arbre au mastic, le myrte, l'arbousier et le chêne vert. Parmi les arbustes aromatiques présents dans la région, il y a le thym, le laurier et le romarin. À partir de 300 mètres d'altitude, le châtaignier domine, jusqu'à 800 mètres, où il laisse sa place au hêtre.

## Climat
Le val Bisagno jouit d'un climat méditerranéen, mais pas de manière uniforme: en effet, tandis que dans les environs de Gênes le climat est généralement doux, avec une température moyenne de 7-8 °C en hiver et de l'ordre de 25 °C en été, la situation change à partir des quartiers plus proches du centre, tels que Molassana ou Prato, vers la rive gauche de la rivière, où la moyenne en janvier est de 4 °C. Les municipalités de Bargagli et Davagna, par exemple, situées à plusieurs kilomètres de la mer, ont un climat des Apennins : les hivers sont assez rudes, avec une température autour de 0 °C en moyenne. La neige tombe fréquemment de manière abondante, surtout dans les mois de janvier et février. L'été est toujours très venteux, presque jamais moite.

## Quartiers de la Rive gauche

### Tronçon de la rive gauche entre Gênes et de Saint-Eusèbe
La zone de la rive gauche, à l'embouchure des routes de Saint-Eusèbe et Staglieno, est relativement peu peuplée, encerclée par la montagne et la rivière, avec quelques terrains plats qui furent utilisés pour l'agriculture, et quelques villas historiques.
Restée isolée lors de l'expansion de la ville, ce fut une carrière d'exploitation des veines de grès, de marne, de ciment. Les zones libres de cette exploitation sont cependant restées des zones fluviales caractéristiques.
Dans les années 1990 cependant, une nouvelle route a été ouverte le long de cette partie de la rivière. Le long de ce nouvel axe ont surgi différents sites industriels, couvrant le reste des zones agricoles avec de grands complexes préfabriqués.

### Fontanegli
Situé sur la côte septentrionale du mont qui mène au col de Bavari, c'est une zone de résurgence. En effet, la zone s'étend, sans aucune forme particulière, le long de ce segment de la côte.

## Quartiers de la Rive Droite

### Marassi - San Fruttuoso
Avec la fusion avec Gênes, en 1873, la construction d'usines augmente le long de la rivière de Bisagno, parmi les quartiers majoritairement populaires. Sur la rive se tenait la tannerie Bocciardo, bâtiment industriel de 110 000 m3, abandonné et détruit à la fin des années 1980, à l'occasion des travaux de reconstruction du stade Luigi Ferraris.

### Staglieno

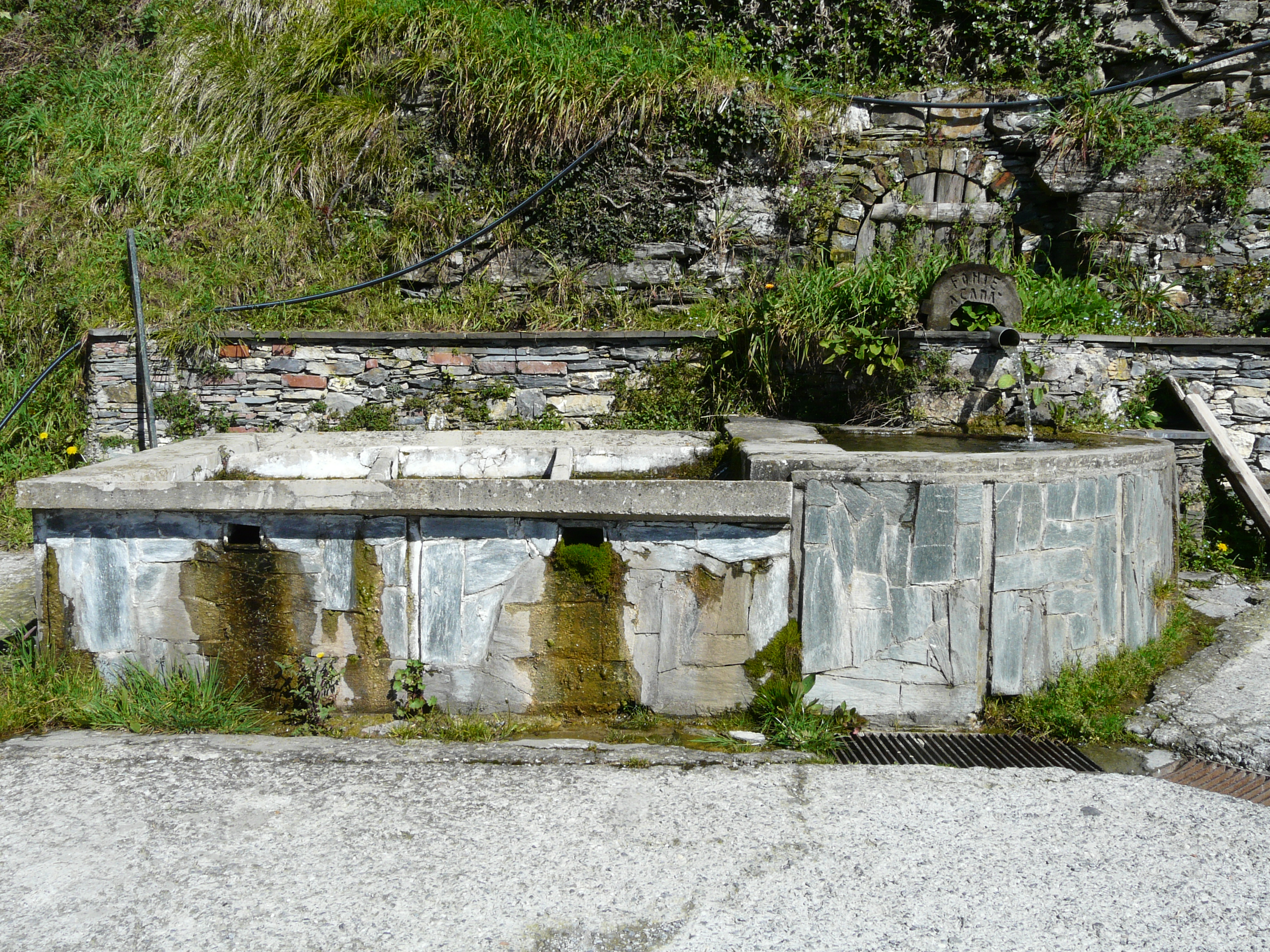
Fontaine et lavoir à Terrusso (Bargagli).

### San Gottardo
Ce nom inhabituel vient du moyen Age et vient probablement des grands mouvements de pèlerins en route pour les grands sanctuaires italiens. On pense que le nom provient directement du couvent du col du même nom sur les Alpes, un arrêt obligatoire pour tout pèlerin traversant ce versant des Alpes. Il est peut-être aussi dérivé du portail latéral, datant du XIIe siècle, de la cathédrale de San Lorenzo, appelé Portale di San Gottardo.

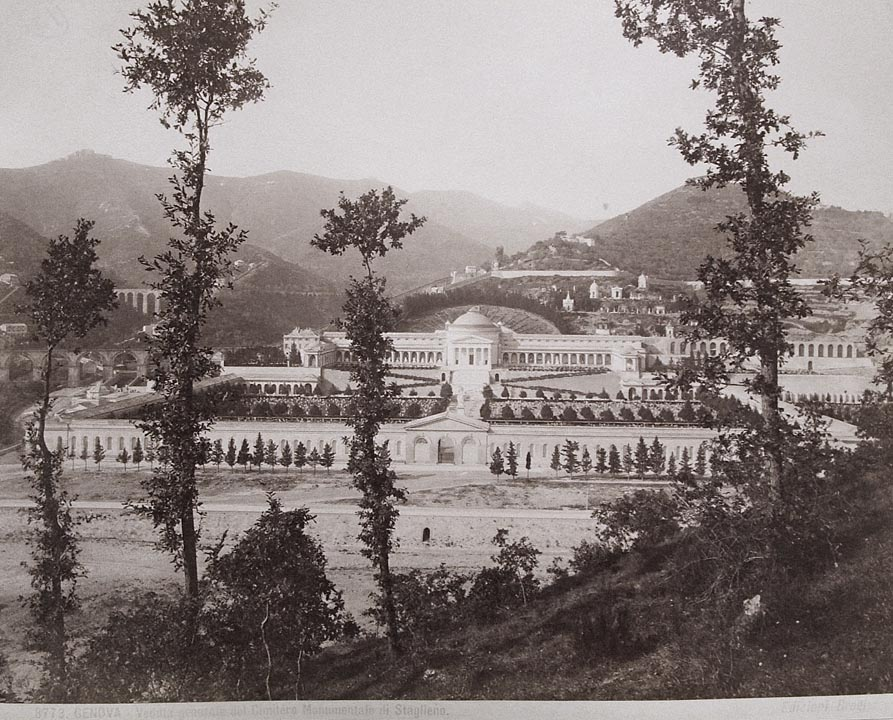
Le cimetière monumental de Staglieno à la fin du XIXe siècle.

### Molassana
Un quartier de Gêne, précédé par Struppa.